# Conus lentiginosus
Conus lentiginosus е вид охлюв от семейство Conidae.

## Разпространение и местообитание
Видът е разпространен в Индия (Андхра Прадеш, Гоа, Карнатака, Керала, Махаращра и Тамил Наду).
Обитава крайбрежията и пясъчните дъна на морета.